# Ізвор (Бургаська область)
І́звор (болг. Извор) — село в Бургаській області Болгарії. Входить до складу громади Бургас.

## Населення
За даними перепису населення 2011 року у селі проживала 541 особа.
Національний склад населення села:
| Національність   | Кількість осіб | Відсоток |
| ---------------- | -------------- | -------- |
| болгари          | 481            | 98,6%    |
| цигани           | 4              | 0,8%     |
| турки            | 0              | 0%       |
| Всього відповіли | 488            |          |

Розподіл населення за віком у 2011 році:
Динаміка населення: